# سیارک ۷۲۷۱
سیارک ۷۲۷۱ (به انگلیسی: 7271 Doroguntsov، نامگذاری:1979SR2) هفت هزار و دویست و هفتاد و یکمین سیارک کشف شده‌است که در ۲۲ سپتامبر ۱۹۷۹ کشف شد.
قدر مطلق سیارک برابر ۱۳٫۰۰ است.